# Belisana ambengan
Belisana ambengan là một loài nhện trong họ Pholcidae. Loài này được phát hiện ở Bali.